# City of Lusaka Football Club
Le City of Lusaka Football Club est un club zambien de football basé à Lusaka.

## Histoire
Le club participe à de nombreuses reprises au championnat de première division.

## Palmarès
- Championnat de Zambie
  - Champion : 1964

- Coupe de Zambie
  - Vainqueur : 1961, 1964
  - Finaliste : 1965, 1997